# Zdenko Uzorinac
Zdenko Uzorinac (* 7. Juli 1929 in Zagreb; † 10. Juni 2005) war ein jugoslawischer und kroatischer Tischtennisspieler und -trainer, sowie Journalist und Publizist. Insbesondere um die Darstellung der Geschichte des Tischtennissportes hat er sich Verdienste erworben.

## Leben und Karriere
Uzorinac begann 1941 mit dem Tischtennissport im Verein Hlask Zagreb. Er war Abwehrspieler. Er gewann mehrere nationale Titel und war an vier Weltmeisterschaften vertreten, nämlich 1948, 1951, 1955 und 1959. Sein größter Erfolg hierbei war die Bronzemedaille 1951 mit der Mannschaft. Mit dem Verein GSTK Zagreb gewann er 1961/62 den Europapokal.
Seit 1955 Uzorinac schrieb Artikel für verschiedene Fachzeitschriften. Zudem gab er 13 Bücher heraus, meist mit historischen Inhalten. Viel beachtet ist sein ITTF 1926-2001 - Table Tennis Legends, das aus Anlass des 75-jährigen Bestehens des Weltverbandes ITTF erschien. Hier schrieb er über die Größen des Tischtennissports Porträts und auch Anekdoten.
Uzorinac gehörte dem Internationalen Verband der Sportjournalisten AIPS an. Vom ITTF wurde er 1995 mit dem Award of Merit ausgezeichnet.

## Publizistisches Werk
Viel beachtet, häufig besprochen und meist gelobt wurde Uzorinacs Werk ITTF 1926-2001 - Table Tennis Legends Diese enthält Fotos, Porträts und Anekdoten über die bekanntesten Tischtennisspieler.
Es finden sich aber auch kritische Anmerkungen. So bemängelt Gerald Gurney, Uzorinac habe aus seinem Werk Table Tennis. The Early Years (1989) ohne Erlaubnis Fotos verwendet. Zudem findet sich keine Quelle zu Uzorinacs Behauptung, Tischtennis sei bereits 1884 in einem Katalog des Sportartikel-Herstellers F.H. Ayres Company erwähnt worden.

## Schriften
- 1973: From London 1926 to Sarajevo 1973 (Od Londona 1926 Do Sarajeva 1973), Geschichte der Weltmeisterschaften, serbo-kroatische Sprache
- 1978: Fifty Years of Yugoslav Table Tennis
- 1997: Table Tennis ABC, Aspekte des Coachings
- 2001: ITTF 1926-2001 - Table Tennis legends, ISBN 2-940312-00-1

## Turnierergebnisse
| Verband | Veranstaltung     | Jahr | Ort      | Land | Einzel     | Doppel       | Mixed        | Team |
| ------- | ----------------- | ---- | -------- | ---- | ---------- | ------------ | ------------ | ---- |
| YUG     | Weltmeisterschaft | 1959 | Dortmund | FRG  | letzte 256 | keine Teiln. | keine Teiln. |      |
| YUG     | Weltmeisterschaft | 1951 | Wien     | AUT  | letzte 64  | letzte 32    | keine Teiln. | 3    |
| YUG     | Weltmeisterschaft | 1948 | Wembley  | ENG  | letzte 128 | keine Teiln. | keine Teiln. | 5    |